# Maud Rosenbaum
Maud Rosenbaum, coniugata in prime nozze Levi e, in seconde nozze, Blumenthal (Chicago, 13 gennaio 1902 – Chicago, 3 maggio 1981), è stata una pesista e tennista statunitense naturalizzata italiana, semifinalista agli U.S. National Championships 1930.

## Biografia
Nata negli Stati Uniti da Emmanual F. e Maud Yondorf Rosenbaum, si dedicò inizialmente all'atletica leggera e vinse la medaglia di bronzo nel lancio del peso ai I Giochi olimpici femminili del 1922. Poi si dedicò al tennis.
Dopo aver sposato, a Parigi nel 1927, il barone italiano Giacomo Giorgio Levi, fu naturalizzata per matrimonio ed ebbe una figlia. Sette anni più tardi, nel 1934, divorziò e l'anno successivo, negli Stati Uniti, sposò Walter Blumenthal di New York.
Resta comunque il fatto che agli U.S. National Championships del 1930 gareggiò sotto la bandiera dell'Italia.

## Carriera
È stata la prima tennista italiana ad aver raggiunto una semifinale del singolare femminile in un torneo del Grande Slam, riuscendovi nel 1930 agli U.S. National Championships . Il record è stato uguagliato prima da Annelies Ullstein Bossi, nel 1949, poi da Silvana Lazzarino, nel 1954, per essere battuto da Francesca Schiavone, finalista e poi vincitrice nel 2010 ma sempre al Roland Garros. Per quanto riguarda gli US Open, il record della Rosenbaum è stato uguagliato da Sara Errani nel 2012 e poi battuto da Roberta Vinci e da Flavia Pennetta nel 2015, essendo giunte in finale.
Nel 1934, nello stesso torneo, Maud Rosenbaum ha raggiunto anche i quarti di finale.

## Palmarès
Tornei del Grande Slam
- U.S. National Championships 1930[7]: semifinale singolare femminile
- U.S. National Championships 1934: quarti di finale singolare femminile